# Моена
Моена (итал. Moena) је насеље у Италији у округу Тренто, региону Трентино-Јужни Тирол.
Према процени из 2011. у насељу је живело 2300 становника. Насеље се налази на надморској висини од 1175 м.

## Становништво
Према резултатима пописа становништва 2011. у општини је живело 2.690 становника.
| 1936. | 1951. | 1961. | 1971. | 1981. | 1991. | 2001. | 2011. |
| ----- | ----- | ----- | ----- | ----- | ----- | ----- | ----- |
| 1.936 | 2.220 | 2.499 | 2.688 | 2.583 | 2.567 | 2.602 | 2.690 |